# Pariana distans
Pariana distans är en gräsart som beskrevs av Jason Richard Swallen. Pariana distans ingår i släktet Pariana och familjen gräs. Inga underarter finns listade i Catalogue of Life.